# De Cock en de broeders van de haat
De Cock en de broeders van de haat  is het drieënzestigste deel van de detectivereeks De Cock van de Nederlandse auteur Appie Baantjer waarin rechercheurs Jurriaan 'Jurre' de Cock en Dick Vledder de moord oplossen op de evangelist Alexander de Rijke.

## Verhaal
Op een mooie zomerse vrijdagmorgen stapt De Cock voor voorlopig zijn laatste werkdag het bureau aan de Warmoesstraat binnen. Maandag begint zijn vakantie. Zijn vrouw wil terug naar de plek van hun huwelijksreis, het Zwarte Woud. Maar de grijze rechercheur hoopt stiekem op het vertrouwde hotelletje in Callantsoog. Dick Vledder heeft privé een doorleefde nacht meegemaakt. Zijn Adelheid ligt nu met een acute blindedarmontsteking in het Academisch Medisch Centrum, het AMC. De Cock stelt voor haar dagelijks tijdens het werk samen te gaan bezoeken. Omdat Vledder geen tijd heeft gehad voor de kranten, meldt De Cock dat de bekende evangelist Alexander de Rijke is vermoord. Zijn chauffeur stond op hem te wachten bij de uitgang van De Rode Hoed. Hij zag dat Alexander met enige kogels werd neergeschoten en achtervolgde de dader, die later door de politie werd opgepakt. Tijdens een discussie tussen de twee rechercheurs meldt zich spontaan Peter van de Valkenhorst. Hij noemt de moord een moord op het goede dat nog in de mensen leeft. Hij noemt Alexander zijn natuurlijke vader, hoewel hij de naam van zijn moeder draagt; Valkenhorst. Zijn moeder heeft vier jaar een verhouding met de latere evangelist gehad, waarvan inmiddels wordt aangenomen dat hij homofiel was. Hoewel er zich een redelijk gesprek ontwikkelt tussen de Cock en Peter, weigert hij de moord op Alexander te onderzoeken. Amsterdam is verdeeld in politiedistricten en deze moord valt onder het bureau aan de Lijnbaansgracht. Peter neemt afscheid met de dreigende zin dat rechercheur De Cock spijt van zijn beslissing zal krijgen. Dick Vledder wil zich wel met de zaak bemoeien maar De Cock weigert. Dick moet netjes de collega’s bellen aan de Lijnbaansgracht dat Peter is langs geweest, en daarmee basta. De Cock gaat met vakantie, maar Dick zegt hem zijn mobiel mee te nemen.
Vervolgens meldt zich Petra van Sliedrecht bij de twee rechercheurs. Zij geeft uitleg over Alexander en zijn BHG, de Bond van Haters van Geweld. Ze vertelt van een snel groeiende beweging met oplopend onderling krakeel. Men wilde zelfs dat Alexander de politiek in zou stappen. Maar gisteravond schoot een huurmoordenaar hem neer. Alexander werd gechanteerd met foto’s van blote jongetjes door medebondslid Friedrich Heinrich von Bodenwerder, Keizersgracht 1807. Ook na zijn dood zou deze man de naam van Alexander kunnen blijven bezoedelen. Ze verzoekt De Cock deze Heinrich te arresteren. Na haar vertrek blijft Vledder zeuren en De Cock gaat langzaam om. Hij gaat niet met vakantie maandag. Ze rijden nu samen eerst naar de Keizersgracht 1807. Omdat er niet op de bel van het statige grachtenpand wordt gereageerd, verschaft De Cock zich toegang. In de keuken van het souterrain vinden de twee rechercheurs een dode man met wurgstokjes. Dick Vledder herkent hem van de foto die Petra had achtergelaten. Het is de bewoner zelf, Heinrich. De Cock wijst op een vlek op zijn overhemd, die hij nader onderzocht wil hebben. En ja, De Cock ruikt op de plaats delict het parfum van Petra van Sliedrecht. Lijkschouwer dokter Den Koninghe meldt van zijn jicht af te zijn door de allopurinol. Op de plaats delict meldt zich een verontwaardigde buurman van even verderop, nummer 1821. Herman van Hogenbroek, bevriend met Heinrich en beide blijken bestuurslid van de BHG. Heinrich was wel een pedofiel, maar Herman is dat niet. En het chantageverhaal kent de rechercheur vast via Petra van Sliedrecht. Laatstgenoemde speelde de rol van secretaresse van Alexander, maar dat was ze niet.
Bij de recherchekamer zit dan al de moeder van Peter, Adriana te wachten. Ze maakt melding van haar 5 gelukkige jaren met haar ex-man, die dol was op haar dessert Crème Beauvoir. Ze heeft naast Peter ook nog een dochter Eva met Alexander. Desgevraagd ondersteunt ze de complottheorie rond de moord zoals uitgesproken door haar zoon Peter. Zij noemt echter een berucht milieuactivist, ene Norman Antoine van Dijk. Laatstgenoemde zou Alexander veel te soft hebben gevonden. Als Dick Vledder te horen krijgt dat de gearresteerde moordenaar een lid is van de milieubeweging van Norman van Dijk, wil hij dolgraag het onderzoek van de collega’s van de Lijnbaansgracht overnemen. Maar De Cock verzet zich. Hun discussie wordt verstoord door het binnentreden van Samuel Ridderspoor, eveneens lid van de directie van de BHG. Hij brengt binnen de recherchekamer de vuile was van de BHG onder de aandacht van de twee rechercheurs. De volgende dag bezoeken Dick Vledder en de Cock samen Adelheid in het AMC, die liefjes bemerkt dat er enige wrijving is tussen hen beiden. Terwijl ze terugrijden vertelt Vledder dat De Cock zich al een halve dag eerder bij chef Buitendam had moeten melden. Hoewel deze keer commissaris Buitendam en rechercheur De Cock dezelfde grondhouding hebben loopt het gesprek over de details weer uit de hand. Commissaris Van Rossum van bureau Lijnbaansgracht had geklaagd dat Vledder en De Cock zich te veel bezighouden met de moord op Alexander de evangelist. De Cock riposteert dat ze juist alle informatie netjes doorspelen naar hun collega’s. Maar mensen komen nu eenmaal voor de Cock. De Cock wordt nu zelf door zijn chef de kamer uitgestuurd. Een telefoontje van Petra van Sliedrecht brengt de twee rechercheurs naar de Keizersgracht. Herman van Hogenbroek neemt zijn telefoon niet op.
Onderweg in de politievolkswagen vertelt De Cock over zijn jonge rechercheursjaren met Appie Keizer als het zakkenrollersteam. Aangekomen bij nummer 1821 valt de grote gelijkenis op met nummer 1807. Het souterrain blijkt wederom niet afgesloten en ze vinden de advocaat-procureur op identieke wijze vermoord. De Cock ruikt ook nog eens hetzelfde parfum als bij Heinrich. En een anders gekleurde vlek op het overhemd van het slachtoffer. Dick Vledder ziet ook voor de tweede keer twee wijnglazen. Hij wil ze alsnog door Ben Kreuger laten onderzoeken op vingerafdrukken. En op sporen GHB in het Gerechtelijk Laboratorium in Rijswijk. En in een aktetas vinden ze het testament van Alexander de Rijke. Althans dit testament wijst slechts zijn opvolger aan: Samuel Ridderspoor. Dick Vledder kan weer collegiaal overleg gaan plegen met het bureau Lijnbaansgracht. Ze kunnen persoonlijk het document komen ophalen aan de Warmoesstraat. Desgewenst mogen ze het onderzoek naar de moorden op Heinrich en Herman erbij overnemen. In de recherchekamer beschuldigt bestuurslid van de BHG Charles van Lochem Samuel Ridderspoor van de twee moorden. Laatstgenoemde was immers officieel aangewezen als opvolger van Alexander. Charles woont aan de Herengracht 1210. Hij krijgt het advies zijn souterrain te mijden en goed af te sluiten. De Cock besluit maar eens een cognackie te gaan halen bij Smalle Lowietje.
De cafébaas is hoogst verbaasd dat de Cock niet belast is met de moord op Alexander de evangelist. De penoze kent ook wel districten, maar ze beschouwen De Cock toch als de absolute top. Maar de grijze rechercheurs ziet het een slagje anders. De moordenaar is al gepakt, dus hebben de collega’s aan de Lijnbaansgracht een makkelijke zaak. Lowietje heeft desgevraagd wel een verdacht type in zijn etablissement gehad. Het signalement voldoet aan dat van Samuel Ridderspoor. De opgewonden Dick Vledder wordt in de weer hoog oplopende discussie verbaal keer op keer gevloerd. Maar tot zijn verbazing krijgt hij toch opdracht om de politievolkswagen naar Bussum te rijden. Het arresteren van Samuel staat nog niet bij voorbaat op de agenda maar als hij de moorden bekent mag Dick hem arresteren.
Bij de villa te Bussum wordt niet opengedaan. Dan opeens scheurt er een zwarte wagen weg over het grind, komend van achter het huis. De Cock besluit het apparaat van Handige Henkie maar weer te gebruiken. Hij loopt naar de keuken en vindt er een verdoofde Samuel Ridderspoor. Dick Vledder vertelt terloops dat er inmiddels resten GHB in de wijn van de twee eerdere slachtoffers is aangetoond. Hij vermoedt dat nu dezelfde stof in het spel is. Het onterechte wantrouwen van Dick Vledder heeft Samuel het leven gered. De Cock besluit dat de collega’s van Gooi en Vechtstreek de zaak verder moeten afhandelen. De twee Amsterdammers kwamen slechts langs om Samuel als getuige te horen. De volgende ochtend heeft Vledder Samuel reeds gesproken. Hij is een stuk geheugen kwijt door de GHB maar weet nog wel dat hij een vrouw heeft binnengelaten om over de moord op Alexander te spreken. Tot genoegen van Vledder wordt de secretaresse van het genootschap, Petra van Sliedrecht eindelijk ontboden. Behalve een inbraak in het kantoor van de BHG weet zij te melden dat Charles van Lochem zijn telefoon niet opneemt. Met frisse tegenzin rijdt Dick Vledder De Cock vervolgens naar het woonhuis van Charles, Herengracht 1210. Weer is de deur van het souterrain open, weer de zoektocht naar de keuken, wederom het parfum van Petra van Sliedrecht. Charles is het identieke lijk nummer drie. Met een lichtgele vlek op het overhemd. De Cock ruikt whisky.
Met grote moeite weet De Cock Petra te bewegen mee te helpen met het opzetten van een valstrik. Want hij heeft haar de naam van de geheimzinnige moordenaar moeten noemen, waardoor de secretaresse van de BHG in huilen is uitgebarsten. De val in het kantoor van de BHG werkt. De man met bivakmuts vlucht weliswaar de Brouwersgracht op, maar wordt geveld door Fred Prins met een flying tackle. Vledder herkent de dader pas bij het verwijderen van de bivakmuts. Het is Peter van de Valkenhorst.
Bij hem thuis legt De Cock de drie moorden en de arrestatie uit. Hij heeft Peter verhoord, die redelijk ongeschonden de tackle van Fred Prins heeft overleefd. Hij zag in Alexander, zijn vader, de nieuwe messias. De slachtoffers lieten Peter argeloos binnen, terwijl de zoon van Alexander overtuigd was dat de moord van binnen uit de BHG was gepleegd. Peter bracht steeds een van de ingrediënten mee van de Crème Beauvoir naar de plaats delict. Peter werd ten slotte gelokt door een lokkende dreigbrief van Petra, opgesteld door De Cock. Als de heren rechercheurs weg zijn mist mevrouw de Cock het parfum. Jurrian legt haar uit dat Eva mede in het spel was, de zus van Peter. Maar Samuel Ridderspoor kan zich geen Eva meer herinneren, zodat De Cock het bij een eenmansactie kan houden. De familie van Alexander de evangelist heeft al genoeg geleden. Mevrouw De Cock vindt hem deze keer weer eens een lieve man.